# La Linea

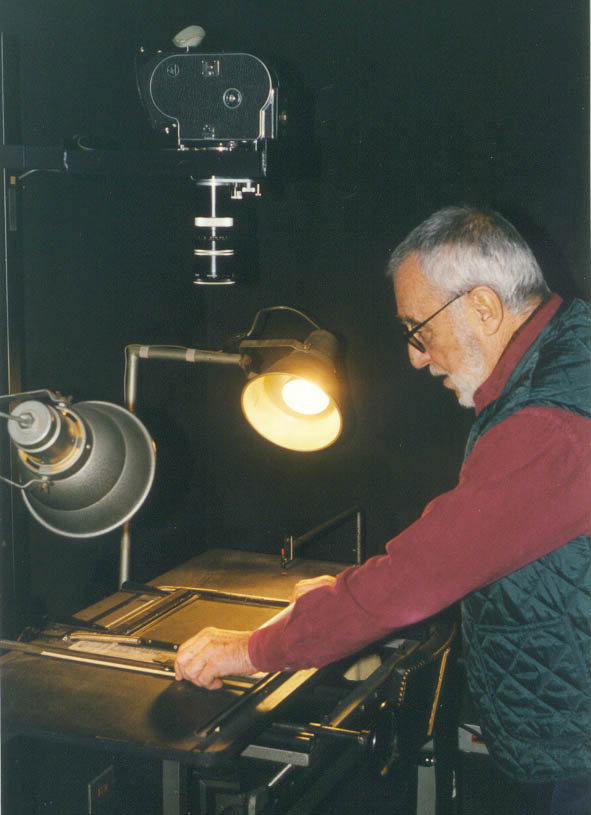
La Linea wurde von Osvaldo Cavandoli mit dieser Einrichtung gefilmt.

La Linea (auch Lui genannt) ist eine seit 1969 international bekannte männliche Zeichentrickfigur des italienischen Cartoonisten Osvaldo Cavandoli (1920–2007).
Die sowohl im Fernsehen als auch im Kinovorprogramm gezeigten animierten Kurzfilme zeigen ein großnasiges, sehr emotionales, häufig nörgelndes weißes Linienmännchen auf einfarbigem Hintergrund (abhängig von der Stimmung des Männchens: Bei guter Stimmung grün oder blau, bei zunehmend schlechterer von dunkelblau bis schwarz, im Schreck auch mal orange und rot). Es wird von seinem Schöpfer, dessen zeichnende Hand gelegentlich zu sehen ist, ständig vor neue Probleme gestellt oder aus ausweglosen Situationen befreit. Dabei entsteht die gesamte Szenerie – samt tierischer, menschlicher oder gegenständlicher „Widersacher“ – meist aus einer durchgehenden Linie, die rechts und links waagrecht aus dem Bild hinausläuft. Ein wiederkehrendes Merkmal des Linienmännchens ist neben dem Sich-Beschweren bei seinem Schöpfer ein sehr extrovertiertes Lachen, bei dem es zuerst sich krümmend prustet und anschließend lauthals lacht.
Vornehmlich als kurzer Trickfilm in den Werbepausen angesiedelt, avancierte der „Miesepeter“ im Laufe der Jahre zu einer Kultfigur und wurde zu einem beliebten Werbeträger einiger Markenfirmen.

## Geschichte
La Linea wurde im Jahr 1969 erfunden, als Cavandoli im Auftrag des italienischen Küchengeräteherstellers Lagostina auf der Suche nach einer graphischen Konzeption für einen Werbespot war. Als gelernter Cartoonist suchte er nach einer neuen Idee, die alles bisherige über Bord werfen sollte: Schlichtheit und Gradlinigkeit statt Farbe und Details. Wichtig waren ihm nur ständige Aktion und Bewegung:
„Ich starrte also auf das weiße Papier und fing an herumzukritzeln. Meine Hand mit dem Stift war ständig in Bewegung und zog vor meinen Augen Linien. Als ich die Linien insgesamt betrachtete, merkte ich, dass der beste Einfall war, alles auf eine einzige Linie zu reduzieren, und mit dieser einen Linie alles, was ich erzählen wollte, auszudrücken.“
So entstand das cholerische und dennoch charmante, ständig quatschende weiße Linien-Männchen auf dunklem Hintergrund, das seinen Schöpfer zu Beginn betont herzlich begrüßt. Die anschließenden kurzweiligen Abenteuer folgen einem stets wiederkehrenden Motiv: dem abrupten Ende der Linie. Darauf reagiert La Linea – mit der Stimme von Synchronsprecher Carlo Bonomi – in der Regel erbost und mit Gezeter, nur selten wird der „Meister“ höflich herbeizitiert. Die Fortsetzung erfolgt durch den zeichnerischen Eingriff Cavandolis, der zumeist nur mit seiner rechten Hand und dem Kreide-Malstift zu sehen ist, und im Regelfall vom rechten Bildrand her in das Geschehen eingreift und das Männchen vor neue Aufgaben stellt. In manchen Folgen kommt vom linken Bildrand die Hand eines Clowns ins Bild, die die Zeichnung negativ verändert.
Der Cartoon ist ohne Sprache verständlich; die Worte, die das Männchen sagt, sind überwiegend sinnloser Kauderwelsch mit vereinzelten italienischen und englischen Worten.

### Rezeption
Seit 1972 füllt La Linea die Werbepausen vieler internationaler Fernsehanstalten. Die über 100 verschiedenen Folgen waren bei Kindern und Erwachsenen so beliebt, dass sie auch in Kinos und auf Filmfestivals gezeigt wurden, bei denen Cavandoli zahlreiche Preise gewann. Da der Humor der Cartoons ohne Sprache auskommt und universell verständlich ist, wurde die Serie auch ein weltweiter Erfolg.
Die Beliebtheit brachte schließlich einige Markenfirmen auf die Idee, La Linea als Werbeträger in das Marketing einzubinden. In ihrem Namen wirbt das Männchen u. a. für Baumärkte, Heizungsgeräte und Wundsalben. In Deutschland wurde mit La Linea eine Zeit lang für die Hämorrhoiden-Salbe Faktu Akut geworben. Weitere Firmen, für die La Linea im Laufe der Zeit warb, waren der polnische Telekommunikations-Konzern Polkomtel mit seiner Marke SimPlus und die isländische Kaupthing-Bank. 2012 war die Figur nach jahrelanger Abstinenz wieder in einem Werbespot, diesmal für den Ford C-Max Hybrid, zu sehen.
Mit La Linea erschienen mehrere Bücher und zahlreiche Illustrationen für Zeitschriften. Die Figur ziert etliche Poster und Kalender und wird in vielen Museen ausgestellt. 1978 und 1988 entstanden mit sexilinea und eroslinea  abgewandelte Animationen, mit denen die Beziehung zwischen Mann und Frau dargestellt wird. 1992 entstand die Serie Olympic Games.
Die ursprünglichen Folgen sind komplett auf DVD erhältlich.

### In anderen Medien
Der Stil von La Linea wurde oft kopiert oder zitiert. Die britische Comedy-Sendung Whose Line is it Anyway? nutzte zeitweise einen Vorspann mit einem ähnlichen Stil. Zu einem neuen Bekanntheitsgrad verhalfen La Linea in den Jahren 1999 und 2000 die von Andreas Hykade animierten Musikvideos zu den Songs Bla Bla Bla und The Riddle von Gigi D’Agostino, die stilistisch an das Original angelehnt sind. 2005 zollte zudem das Musikvideo zu (Don't) Give Hate a Chance von Jamiroquai La Linea Tribut: Angelegt als satirischer Kommentar auf den War on Terror, enthielt es zahlreiche computeranimierte 3D-Versionen der La Linea-Figur sowie die Hand und den Stift des Zeichners.
Im Pixar-Animationsfilm Soul (2020) ist die Figur des Buchhalters Terry in einem ähnlichen Stil animiert und wurde von manchen Kritikern als Referenz bzw. Hommage an La Linea bezeichnet.